# Steve Stevaert
Robert Jos (Steve) Stevaer (ur. 12 kwietnia 1954 w Rijkhoven, zm. 2 kwietnia 2015 w Hasselt) – belgijski i flamandzki polityk, były przewodniczący Partii Socjalistycznej, samorządowiec.

## Życiorys
Absolwent szkoły hotelarskiej (Hoger Rijksinstituut voor Toerisme, Hotelwezen en Voedingsbedrijven), pracował m.in. jako barman. Na początku lat 80. zaangażował się w działalność polityczną w ramach flamandzkich socjalistów. Od 1982 do 1995 był radnym członkiem rad różnych szczebli w Limburgii. W 1995 został burmistrzem miejscowości Hasselt, stanowisko to zajmował przez dziesięć lat. W 1997 przeforsował wprowadzenie w tym mieście darmowej publicznej komunikacji miejskiej.
Był także posłem do Parlamentu Flamandzkiego (1995–1998 i 2003–2005), wicepremierem rządu flamandzkiego oraz ministrem mobilności w tym gabinecie (1998–2003).
W 2003, po rezygnacji Patricka Janssensa, ze stanowiska przewodniczącego Partii Socjalistycznej, Steve Stevaert po głosowaniu na konwencji partii został mianowany nowym przewodniczącym tego ugrupowania. Funkcję tę partii pełnił do 2005. W tym samym roku został powołany na gubernatora prowincji Limburgia. W 2009 zrezygnował z tego stanowiska. W 2011 został prezesem sieci restauracji Gault Millau w Beneluksie.
W 2004 otrzymał honorowy tytuł ministra stanu.
2 kwietnia 2015 prokurator ogłosił zamiar przedstawienia mu zarzutu dotyczącego rzekomego zgwałcenia z 2010. Kilka godzin później ciało polityka zostało znalezione w Kanale Alberta.